# プレンダ・ミーニャ
『プレンダ・ミーニャ』（Prenda Minha）は、ブラジルのミュージシャン、カエターノ・ヴェローゾが1998年に録音・発表したライブ・アルバム。

## 背景
アルバム『リーヴロ』（1997年）リリース後のツアーのうち、1998年9月10日から13日にかけて行われたリオデジャネイロ公演のライブ音源を収録。後に同名のDVDも発売されるが、選曲や曲順はCDと異なり、DVDにはメイキング映像や「Não Enche」と「Livros」のビデオ・クリップも収録されている。
「カロリーナ」はシコ・ブアルキのカヴァーで、ヴェローゾは1969年のアルバム『ホワイト・アルバム』でも、この曲を取り上げている。ヴァリー・サロマォンとヴェローゾが共作した「Mel」は、ヴェローゾの妹マリア・ベターニアに提供した曲のセルフ・カヴァーで、ベターニアのヴァージョンは1979年のアルバム『Mel』に収録されている。

## 反響・評価
母国ブラジルではセールス的に大きな成功を収め、1998年の時点でゴールド・ディスクの認定を受けて、1999年にはダイヤモンド・ディスクの認定を受けている。また、2002年にはDVD版もプラチナ・ディスクの認定を受けた。
Alvaro Nederはオールミュージックにおいて5点満点中4点を付け「この起伏の多いアルバムにおいて、ヴェローゾはクール・ジャズやギル・エヴァンスのオーケストレーションを、バイーアの現代的なリズムと融合するための素材として用いた」と評している。

## 収録曲
特記なき楽曲はカエターノ・ヴェローゾ作。
1. ジョルジ・ヂ・カパドーシア／カッパドキアのジョルジ - "Jorge De Capadócia" (Jorge Ben) - 2:57
2. プレンダ・ミーニャ - "Prenda Minha" (Traditional) - 1:40
3. メヂタサォン／メディテーション - "Meditação" (Tom Jobim, Newton Mendonça) - 2:26
4. テーハ／地球 - "Terra" - 8:02
5. エクリプシ・オクルト／隠された日食 - "Eclipse Oculto" - 3:41
6. 「ヴェルダーヂ・トロピカル」からの朗読 - "Texto "Verdade Tropical"" - 1:23
7. ベン・ヂヴァガール - "Bem Devagar" (Gliberto Gil) - 2:13
8. ドラォン - "Drão" (G. Gil) - 2:35
9. サウドジズモ／懐古趣味 - "Saudosismo" - 2:24
10. カロリーナ - "Carolina" (Chico Buarque) - 3:01
11. ソジーニョ／ひとり - "Sozinho" (Peninha) - 3:10
12. エッシ・カーラ／その男 - "Esse Cara" - 3:42
13. ミエル（メル）／蜂蜜 - "Mel" (Caetano Veloso, Waly Salomão) - 4:57
14. オンヂ・オ・ヒオ・エ・マイス・バイアーノ／リオが一番バイーアである場所 - "Onde O Rio É Mais Baiano" - 2:56
15. リーニャ・ド・エクアドール - "Na Linha do Equador" (C. Veloso, Djavan) - 5:08
16. オダーラ - "Odara" - 2:22
17. ナォン・エンシ／僕に構うな - "Não Enche" - 3:22
18. ア・ルス・ヂ・チエタ／チエタの光 - "A Luz de Tieta" - 4:12
19. マンゲイラを追わないのは死んだ者だけ - "Atrás da Verde-e-Rosa Só Não Vai Quem Já Morreu" (Bira Do Ponto, Carlos Sena, David Corrêa, Paulinho Carvalho) - 5:05
20. ヴィダ・ボーア／満ち足りた人生 - "Vida Boa" (Armandinho, Fausto Nilo) - 4:40